# Stockholm Network
Das Stockholm Network war ein internationaler Netzwerkverbund vorwiegend europäischer, wirtschaftsliberal orientierter Denkfabriken. Das Netzwerk wurde 1997 gegründet und hatte seinen Sitz in London. 2009 wurde das Netzwerk aufgelöst. Eine Nachfolgeorganisation ist das 2014 gegründete Epicenter.
Europaweit waren über 130 Denkfabriken aus fast 40 Ländern beteiligt. Die Finanzierung der Institutsarbeit erfolgte nach Angaben des Netzwerks vor allem durch Zuwendungen von Unternehmen und Non-Profit-Organisationen und zu einem kleineren Teil über Publikationstätigkeit und Veranstaltungen.

## Ziele
Die Absicht des als neoliberal angesehenen Netzwerks war die Förderung einer liberalen Gesellschaftsordnung und marktwirtschaftlich orientierter Ansätze in Forschung, Politik und Gesellschaft. Dazu ist die Organisation als Plattform des Austauschs, der Koordination und der Öffentlichkeitsarbeit angelegt. Als politische Themen des Netzwerks wurden unter anderem genannt:
- Die Verdeutlichung der Vorteile der freien Marktwirtschaft und der Globalisierung,
- eine Förderung von marktwirtschaftlichen Reformen des Europäischen Wohlfahrtsstaatsmodells
- die Flexibilisierung der Arbeitsmärkte und
- eine stärkere Eigenverantwortung der Einzelnen in den Systemen der Altersversorgung und im Gesundheitswesen.

## Mitglieder
Die deutschen Mitglieder waren im Jahr 2009:
- Centrum für Europäische Politik, Freiburg im Breisgau
- Committee for a Constructive Tomorrow Europe, Jena
- Council on Public Policy, Bayreuth
- Friedrich A. von Hayek-Gesellschaft, Berlin
- Friedrich-August-von-Hayek-Stiftung, Freiburg im Breisgau
- Hamburgisches Weltwirtschaftsinstitut, Hamburg
- Institut für Unternehmerische Freiheit, Berlin
- Initiative Neue Soziale Marktwirtschaft, Berlin[7]
- Institute for Innovation & Valuation in Health Care, Eschborn
- Stiftung Marktwirtschaft, Berlin
- Stiftung Ordnungspolitik, Freiburg
- Walter Eucken Institut, Freiburg im Breisgau

Die schweizerischen Mitglieder waren im Jahr 2009:
- Avenir Suisse, Zürich
- Institut Constant de Rebecque, Lausanne
- Liberales Institut, Zürich